# Illegal Stills
| Recensione | Giudizio |
| ---------- | -------- |
| AllMusic   |          |

Illegal Stills è un album in studio del musicista rock statunitense Stephen Stills, pubblicato nel marzo del 1976.

## Tracce
Lato A
1. Buyin' Time – 3:35 (Stephen Stills)
2. Midnight in Paris – 3:59 (Donnie Dacus, Véronique Sanson)
3. Different Tongues – 3:09 (Stephen Stills, Donnie Dacus)
4. Soldier – 2:59 (Stephen Stills, Donnie Dacus)
5. The Loner – 4:15 (Neil Young)

Durata totale: 17:57
Lato B
1. Stateline Blues – 1:59 (Stephen Stills)
2. Closer to You – 3:34 (Donnie Dacus, Stephen Stills, Warner Schwebke)
3. No Me Nieges – 3:31 (Stephen Stills)
4. Ring of Love – 4:03 (Donnie Dacus, Stephen Stills)
5. Circlin' – 4:20 (Stephen Stills, Kenny Passarelli)

Durata totale: 17:27

## Formazione
- Stephen Stills - chitarre, tastiere, basso, voce, accompagnamento vocale
- Donnie Dacus - chitarre, accompagnamento vocale
- George Terry - chitarre
- Jerry Aiello - tastiere
- George Perry - basso
- Tubby Zeigler - batteria
- Joe Vitale - batteria
- Joe Lala - percussioni
- Howard Kaylan - accompagnamento vocale
- Mark Volman - accompagnamento vocale